# رباط حرقفي قطني
الرباط الحرقفي القطني(بالإنجليزية: Iliolumbar ligament)‏هو رباط قوي يلتصق وسطيا بالناتئ المستعرض للفقرة القطنية الخامسة، وبالناحية الجانبية بالجهة الخلفية للشفيرة الداخلية للعرف الحرقفي (الحافة العلوية للحرقفة).

## تشريح
يمتد الرباط باتجاه أسفل الجانبي انطلاقا من ارتباطه الوسطي، ويتشعع جانبيا. وهو يمثل الحافة السفلية المغلظة للطبقات الأمامية والوسطى من اللفافة الصدرية القطنية [الإنجليزية]. وفي الأسفل، يرتبط الرباط جزئيا بالرباط العجزي القطني [الإنجليزية] (الذي يمكن اعتباره تقسيما سفليا للرباط الحرقفي القطني).

### المرفقات

#### وسطي
ارتباط الرباط الوسطي يقع عند القمة والجانب الأمامي السفلي للناتئ المستعرض الفقرة القطنية الخامسة (L5) (وفي بعض الأحيان يكون هناك ارتباط ضعيف إضافي في الناتئ المستعرض للفقرة القطنية الرابعة (L4)).

#### جانبي
يرتبط الرباط جانبيًا بالجزء الخلفي من الشفة الداخلية للعرف الحرقفي. وبشكل أدق، يتم تثبيته جانبيًا بواسطة حزمتين رئيسيتين:
- الحزمة العلوية (والتي تعد واحدة من نقاط ارتباط عضلة مربعة قطنية) ترتبط بالعرف الحرقفي أمام المفصل العجزي الحرقفي. ترتبط الحزمة العلوية بشكل مستمر مع الطبقة الأمامية لللفافة الصدرية القطنية. تقع أمام الحزمة العلوية عضلة قطنية كبيرة؛ خلفها العضلات التي تشغل التَّلَمُ الفِقْرِيّ؛ فوقها العضلة المربعة القطنية.[6]
- تمتد الحزمة السفلية (الممتدة من الجانب السفلي للناتئ المستعرض وجسم الفقرة الخامسة القطنية) عبر الرباط العجزي الحرقفي الأمامي (وتختلط به) لتتصل بالحد الخلفي للحفرة الحرقفية.
  - يمتد مكون عمودي من الحزمة السفلية إلى الجزء الخلفي من خط الحرقفي العاني.
  - يمتد مكون خلفي من الحزمة السفلية خلف العضلة المربعة القطنية ليرتبط باللوح الحرقفي.

### التطور
أثناء الولادة وحتى مرحلة الطفولة، يكون هذا البناء في الواقع عضليًا. ثم يتم استبدال النسيج العضلي تدريجيًا بنسيج ليفي حتى العقد الخامس من العمر.

### التباين التشريحي
في بعض الأحيان، يمتد شريط رباطي صغير من قمة الزائدة المستعرضة للفقرة القطنية الرابعة (L4) إلى أسفل باتجاه عرف الحرقفة الخلفية للرباط الرئيسي. وعادةً ما توجد خيوط ليفية بين هذه الزائدة الأخيرة وعرف الحرقفة، ولكن لا يُعتبر هذا رباطًا حقيقيًا إلا إذا كان كثيفًا بدرجة كافية.

## وظيفة
الرباط الحرقفي القطني يقوي المفصل القطني العجزي [الإنجليزية] بمساعدة الرباط العجزي القطني الجانبي، ومثل جميع المفاصل الفقارية الأخرى، بواسطة الأربطة الطولانية الخلفية والامامية، والأربطة الصفراء، والأربطة بين السَّناسن [الإنجليزية] وفوق الشوك [الإنجليزية]. يقلل من نطاق حركة المفصل القطني العجزي.